# Cúp bóng đá châu Phi 1994
Cúp bóng đá châu Phi 1994 là Cúp bóng đá châu Phi lần thứ 19, được tổ chức tại Tunisia, thay cho chủ nhà dự kiến là Zaire. Số đội tham dự giải là 39, nhiều hơn giải trước đó 2 đội. Như giải trước đó, vòng loại chia bảng thi đấu vòng tròn 2 lượt. Vòng chung kết gồm 12 đội chia làm 4 bảng, mỗi bảng 3 đội. Nigeria lần thứ hai giành chức vô địch sau khi thắng Zambia 2–1 trong trận chung kết. Tunisia trở thành đội chủ nhà thứ ba bị loại ngay từ vòng bảng (sau Ethiopia 1976 và Bờ Biển Ngà 1984).

## Vòng loại

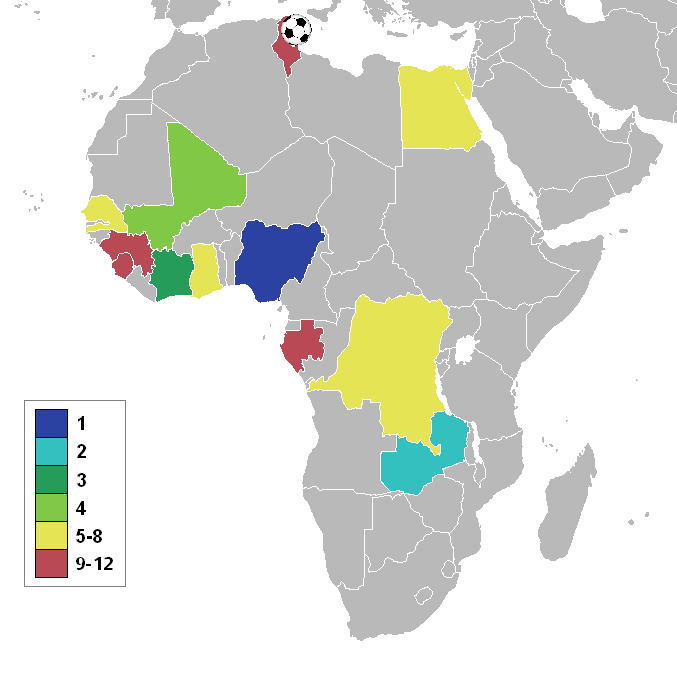
Các đội tham dự giải đấu

Vòng loại của giải gồm 37 đội tham gia, chọn lấy 10 đội cùng với đương kim vô địch Côte d'Ivoire và chủ nhà Tunisia tham dự vòng chung kết. Vòng sơ loại có 4 đội chọn lấy 2 đội vào vòng đấu bảng. Vòng loại thi đấu theo thể thức chia bảng đấu vòng tròn sân nhà và sân khách. 35 đội tham dự chia thành 8 bảng với 6 bảng 4 đội, 1 bảng 5 đội và 1 bảng 6 đội. Đội đứng đầu các bảng và 2 đội đứng nhì bảng nhiều hơn 4 đội lọt vào vòng chung kết. Tuy nhiên có một số đội bỏ cuộc nên có một số bảng chỉ còn 3 đội, thậm chí 2 đội.

## Địa điểm
| Tunis                       | Tunis                       |
| --------------------------- | --------------------------- |
| Sân vận động El Menzah      | Sân vận động Chedly Zouiten |
| Sức chứa: 45.000            | Sức chứa: 18.000            |
|                             |                             |
| Sousse                      | TunisSousse                 |
| Sân vận động Olympic Sousse | TunisSousse                 |
| Sức chứa: 21.000            | TunisSousse                 |
|                             | TunisSousse                 |

## Vòng chung kết
Vòng chung kết của giải diễn ra trong 2 tuần từ 26 tháng 3 đến 10 tháng 4 năm 1994. Các trận đấu ở bảng A và B được tổ chức tại thủ đô Tunis, ở bảng C và D được tổ chức tại thành phố Sousse.

### Các đội tham dự

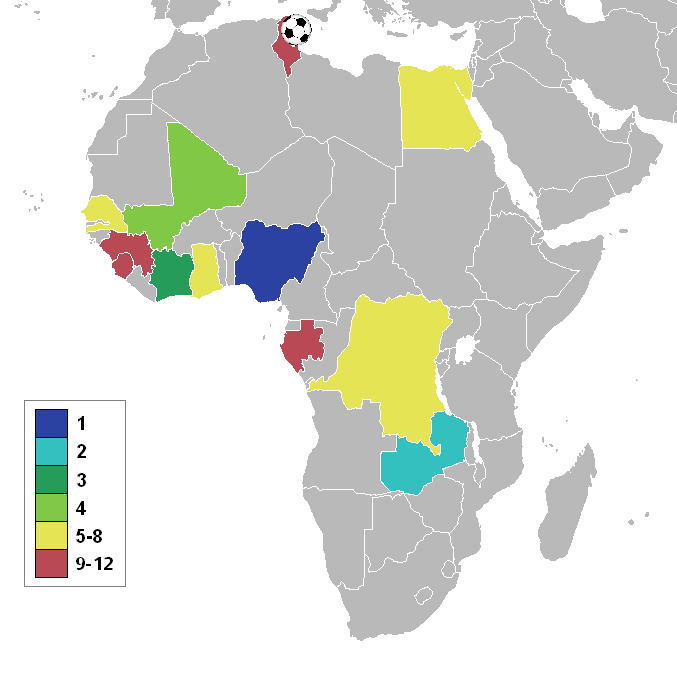
Các quốc gia tham dự vòng chung kết

| - Bờ Biển Ngà (đương kim vô địch, lần thứ 11) - Tunisia (chủ nhà, lần thứ 6) - Ai Cập (lần thứ 14) - Gabon (lần thứ 1) - Ghana (lần thứ 10) - Guinée (lần thứ 5) |  | - Mali (lần thứ 2) - Nigeria (lần thứ 10) - Sénégal (lần thứ 5) - Sierra Leone (lần thứ 1) - Zaire (lần thứ 9) - Zambia (lần thứ 7) |  |  |

### Bảng A
| Đội tuyển | Số trận | Thắng | Hòa | Thua | Bàn thắng | Bàn thua | Hiệu số | Điểm |
| --------- | ------- | ----- | --- | ---- | --------- | -------- | ------- | ---- |
| Zaire     | 2       | 1     | 1   | 0    | 2         | 1        | +1      | 3    |
| Mali      | 2       | 1     | 0   | 1    | 2         | 1        | +1      | 2    |
| Tunisia   | 2       | 0     | 1   | 1    | 1         | 3        | −2      | 1    |

| Tunisia | 0–2 | Mali                       |
| ------- | --- | -------------------------- |
|         |     | Coulibaly 25' · Sidibé 34' |

| Mali | 0–1 | Zaire       |
| ---- | --- | ----------- |
|      |     | 48' Basaula |

| Tunisia             | 1–1 | Zaire    |
| ------------------- | --- | -------- |
| Rouissi 43' (ph.đ.) |     | Ngoy 55' |

### Bảng B
| Đội tuyển | Số trận | Thắng | Hòa | Thua | Bàn thắng | Bàn thua | Hiệu số | Điểm |
| --------- | ------- | ----- | --- | ---- | --------- | -------- | ------- | ---- |
| Ai Cập    | 2       | 1     | 1   | 0    | 4         | 0        | +4      | 3    |
| Nigeria   | 2       | 1     | 1   | 0    | 3         | 0        | +3      | 3    |
| Gabon     | 2       | 0     | 0   | 2    | 0         | 7        | −7      | 0    |

| Nigeria                       | 3–0 | Gabon |
| ----------------------------- | --- | ----- |
| Yekini 18', 88' · Adepoju 72' |     |       |

| Ai Cập                                           | 4–0 | Gabon |
| ------------------------------------------------ | --- | ----- |
| Mansour 1' · El-Gamal 22' · Abdel Samad 55', 59' |     |       |

| Nigeria | 0–0 | Ai Cập |
| ------- | --- | ------ |
|         |     |        |

### Bảng C
| Đội tuyển    | Số trận | Thắng | Hòa | Thua | Bàn thắng | Bàn thua | Hiệu số | Điểm |
| ------------ | ------- | ----- | --- | ---- | --------- | -------- | ------- | ---- |
| Zambia       | 2       | 1     | 1   | 0    | 1         | 0        | +1      | 3    |
| Bờ Biển Ngà  | 2       | 1     | 0   | 1    | 4         | 1        | +3      | 2    |
| Sierra Leone | 2       | 0     | 1   | 1    | 0         | 4        | −4      | 1    |

| Bờ Biển Ngà                    | 4–0 | Sierra Leone |
| ------------------------------ | --- | ------------ |
| Tiéhi 19', 63', 70' · Guel 35' |     |              |

| Zambia | 0–0 | Sierra Leone |
| ------ | --- | ------------ |
|        |     |              |

| Zambia       | 1–0 | Bờ Biển Ngà |
| ------------ | --- | ----------- |
| Malitoli 79' |     |             |

### Bảng D
| Đội tuyển | Số trận | Thắng | Hòa | Thua | Bàn thắng | Bàn thua | Hiệu số | Điểm |
| --------- | ------- | ----- | --- | ---- | --------- | -------- | ------- | ---- |
| Ghana     | 2       | 2     | 0   | 0    | 2         | 0        | +2      | 4    |
| Sénégal   | 2       | 1     | 0   | 1    | 2         | 2        | 0       | 2    |
| Guinée    | 2       | 0     | 0   | 2    | 1         | 3        | −2      | 0    |

| Ghana       | 1–0 | Guinée |
| ----------- | --- | ------ |
| Akonnor 87' |     |        |

| Sénégal                         | 2–1 | Guinée        |
| ------------------------------- | --- | ------------- |
| Gueye 46' (ph.đ.) · Tendeng 50' |     | A. Camara 44' |

| Ghana      | 1–0 | Sénégal |
| ---------- | --- | ------- |
| Polley 42' |     |         |

### Vòng đấu loại trực tiếp
|  | Tứ kết             | Tứ kết            |                    |       | Bán kết       | Bán kết       |  |  | Chung kết | Chung kết |
|  |                    |                   |                    |       |               |               |  |  |           |           |
|  | 2 tháng 4 - Tunis  |                   |                    |       |               |               |  |  |           |           |
|  |                    |                   |                    |       |               |               |  |  |           |           |
|  | Zaire              | 0                 |                    |       |               |               |  |  |           |           |
|  | Zaire              | 0                 | 6 tháng 4 - Tunis  |       |               |               |  |  |           |           |
|  | Nigeria            | 2                 |                    |       |               |               |  |  |           |           |
|  | Nigeria            | 2                 | Nigeria (p)        | 2 (4) |               |               |  |  |           |           |
|  | 3 tháng 4 - Sousse |                   | Nigeria (p)        | 2 (4) |               |               |  |  |           |           |
|  |                    | Bờ Biển Ngà       | 2 (2)              |       |               |               |  |  |           |           |
|  | Ghana              | Bờ Biển Ngà       | 2 (2)              | 1     |               |               |  |  |           |           |
|  | Ghana              |                   | 10 tháng 4 - Tunis | 1     |               |               |  |  |           |           |
|  | Bờ Biển Ngà        | 2                 |                    |       |               |               |  |  |           |           |
|  | Bờ Biển Ngà        | 2                 | Nigeria            | 2     |               |               |  |  |           |           |
|  | 2 tháng 4 - Tunis  |                   | Nigeria            | 2     |               |               |  |  |           |           |
|  |                    | Zambia            | 1                  |       |               |               |  |  |           |           |
|  | Ai Cập             | Zambia            | 1                  | 0     |               |               |  |  |           |           |
|  | Ai Cập             | 6 tháng 4 - Tunis |                    | 0     |               |               |  |  |           |           |
|  | Mali               | 1                 |                    |       |               |               |  |  |           |           |
|  | Mali               | 1                 | Mali               | 0     |               |               |  |  |           |           |
|  | 3 tháng 4 - Sousse |                   | Mali               | 0     |               |               |  |  |           |           |
|  |                    | Zambia            | 4                  |       | Tranh hạng ba | Tranh hạng ba |  |  |           |           |
|  | Zambia             | Zambia            | 4                  | 1     | Tranh hạng ba | Tranh hạng ba |  |  |           |           |
|  | Zambia             |                   | 10 tháng 4 - Tunis | 1     |               |               |  |  |           |           |
|  | Sénégal            | 0                 |                    |       |               |               |  |  |           |           |
|  | Sénégal            | 0                 | Bờ Biển Ngà        | 3     |               |               |  |  |           |           |
|  |                    |                   |                    |       |               |               |  |  |           |           |
|  | Mali               | 1                 |                    |       |               |               |  |  |           |           |
|  | Mali               | 1                 |                    |       |               |               |  |  |           |           |

### Tứ kết
| Zaire | 0–2 | Nigeria                 |
| ----- | --- | ----------------------- |
|       |     | Yekini 51', 71' (ph.đ.) |

| Ai Cập | 0–1 | Mali          |
| ------ | --- | ------------- |
|        |     | S. Traoré 64' |

| Zambia     | 1–0 | Sénégal |
| ---------- | --- | ------- |
| Sakala 38' |     |         |

| Ghana       | 1–2 | Bờ Biển Ngà               |
| ----------- | --- | ------------------------- |
| Akonnor 77' |     | Tiéhi 30' · A. Traoré 81' |

### Bán kết
| Nigeria                                     | 2–2 (hiệp phụ) | Bờ Biển Ngà                       |
| ------------------------------------------- | -------------- | --------------------------------- |
| Iroha 26' · Yekini 40'                      |                | Bassolé 19', 31'                  |
| Loạt sút luân lưu                           |                |                                   |
| Finidi · Siasia · Amokachi · Iroha · Yekini | 4–2            | Kouamé · Fallet · Bassolé · Amani |

| Zambia                                                 | 4–0 | Mali |
| ------------------------------------------------------ | --- | ---- |
| Litana 8' · Saileti 30' · K. Bwalya 47' · Malitoli 73' |     |      |

### Tranh giải ba
| Bờ Biển Ngà                      | 3–1 | Mali       |
| -------------------------------- | --- | ---------- |
| Koné 2' · Ouattara 67' · Sie 70' |     | Diallo 46' |

### Chung kết
| Nigeria         | 2–1 | Zambia    |
| --------------- | --- | --------- |
| Amuneke 5', 47' |     | Litana 3' |

| Vô địch Cúp bóng đá châu Phi 1994 Nigeria Lần thứ hai |

## Giải thưởng cá nhân

### Danh sách cầu thủ ghi bàn
5 bàn
- Rashidi Yekini

4 bàn
- Joël Tiéhi

2 bàn
| - Michel Bassolé - Bashir Abdel Samad | - Charles Akonnor - Emmanuel Amuneke | - Elijah Litana - Kenneth Malitoli |

1 bàn
| - Tchiressoua Guel - Adama Koné - Ahmed Ouattara - Donald-Olivier Sie - Abdoulaye Traoré - Hamza El-Gamal - Ayman Mansour - Prince Polley | - Aboubacar Titi Camara - Fernand Coulibaly - Amadou Diallo - Modibo Sidibé - Soumaila Traoré - Mutiu Adepoju - Ben Iroha - Momath Gueye | - Athanas Tendeng - Faouzi Rouissi - Lemba Basaula - Nsumbu Ngoy - Kalusha Bwalya - Zeddy Saileti - Evans Sakala |

### Đội hình tiêu biểu
Thủ môn
- Ahmed Shobair

Hậu vệ
- Frank Amankwah
- Harrison Chongo
- Elijah Litana
- Benedict Iroha

Tiền vệ
- Serge-Alain Maguy
- Jay-Jay Okocha
- Daniel Amokachi
- Abedi Pele

Tiền đạo
- Joël Tiéhi
- Rashidi Yekini